# Tajumulco
El Tajumulco és un estratovolcà apagat, situat a Guatemala, al departament de San Marcos, a l'oest del país. És la muntanya més alta de la Sierra Madre de Chiapas, de l'Amèrica Central i del país amb 4.203 metres d'altitud. Al llarg de la història, el Tajumulco ha comptat amb diversos informes d'activitat volcànica, però sense poder ser confirmat cap d'ells. Des de 1956 és declarat una àrea pretegida, que compta amb 4.472 hectàrees.

## Curiositats
El 20 de desembre de 2009, les temperatures van baixar de zero per primer cop, amb una nevada al cim del volcà, que també va afectar el proper Ixchiguán, el municipi més alt d'Amèrica Central.